# Stefan Golędzinowski
Stefan Golędzinowski ps. Golski, Mucha, Smoleński (ur. 4 stycznia 1903 w majątku Brudzice, zm. 4 listopada 1980 w La Placie) – oficer broni pancernych, w powstaniu warszawskim dowódca batalionu „Golski”.

## Życiorys
Syn Feliksa agronoma i Zofii z domu Lembke. Od 1913 uczył się II Gimnazjum Męskim w Wilnie. We wrześniu 1919 przerwał naukę w Wilnie wstępując ochotniczo do wojska. Służył jako kanonier, a następnie bombardier w 18 pułku artylerii ciężkiej. Był ranny pod Grodnem i w październiku 1920 został urlopowany. Od grudnia 1920 wznowił naukę w Państwowym Gimnazjum im. Jana Śniadeckiego w Kielcach, gdzie w czerwcu 1923 otrzymał świadectwo dojrzałości. Podczas nauki w Kielcach był komendantem hufca ZHP, oraz ukończył – zorganizowany przez siebie – kurs wojskowy dla harcerzy w batalionie zapasowym 4 pułku piechoty Legionów.
W 1923 rozpoczął studia na Wydziale Mechanicznym Politechniki Warszawskiej, w listopadzie 1925 przeniósł się na Wydział Leśny Szkoły Głównej Gospodarstwa Wiejskiego, a w 1928 kontynuował naukę na Wydziale Finansowo-Ekonomicznym Szkoły Nauk Politycznych. Jednocześnie pracował jako administrator Kolonii Akademickich Bratnich Pomocy a następnie był urzędnikiem w BGK. Od 1930 organizował oddział motorowy, a następnie klub motocyklowy Związku Strzeleckiego. Od 1936 był członkiem Zarządu Polskiego Związku Motocyklowego.
Od roku akad. 1924/25 należał do Polskiej Korporacji Akademickiej Lechicja, w której w 1928 r. pełnił funkcję Prezesa. W latach 1928–1930 pełnił także funkcję Wiceprezesa Związku Polskich Korporacji Akademickich.
W wojnie obronnej 1939, dowodził plutonem czołgów Warszawskiej Brygady Pancerno-Motorowej. Po kapitulacji 20 września pod Tomaszowem Lubelskim powrócił do Warszawy. Od grudnia 1939 uczestniczył w konspiracji w ramach organizacji „Pobudka”, wchodząc w skład redakcji pisma pod tym samym tytułem. Wraz z organizacją włączył się w skład organizacji „Konfederacja Narodu”, a następnie „Konfederacja Zbrojna”, która została scalona z Armią Krajową.
Po scaleniu z AK odtwarzał w konspiracji 3 Batalion Pancerny, oraz z racji funkcji wchodzi w skład sztabu ośrodka pancernego Obszaru Warszawskiego AK, którym dowodził płk Stanisław Łętowski „Mechanik”. 11 listopada 1942 został awansowany na stopień kapitana rezerwy. Dowodzony przez niego batalion stanowił VI Zgrupowanie Rejonu 3, Obwodu Śródmieście AK.
W trakcie powstania dowodził batalionem, znanym bardziej jako batalion „Golski” w Podobwodzie Śródmieście Południowe, na odcinku zachodnim, dowodzonym przez ppłk Jacka Będkowskiego „Topór”. We wrześniu 1944 mianowany majorem i odznaczony Krzyżem Walecznych.
Po kapitulacji przebywał w obozie jenieckim w Oflagu X A Sandbostel. Uwolniony w kwietniu 1945 został oficerem 1 Dywizji Pancernej, a następnie oficerem łącznikowym w Hanowerze. Po demobilizacji przebywał w Londynie działając w Kole AK. Potem wyjechał do Argentyny, gdzie pracował jako monter.